# Rat-chinchilla cendré
Abrocoma cinerea
Espèce
Statut de conservation UICN

 LC  : Préoccupation mineure
Le Rat-chinchilla cendré (Abrocoma cinerea) est une espèce de petits rongeurs de la famille des Abrocomidae, originaire de la Cordillère des Andes. L'espèce est présente en Argentine, Bolivie, Chili et Pérou.
L'espèce est décrite pour la première fois en 1919 par le mammalogiste anglais Michael Rogers Oldfield Thomas (1858-1929).